# Grimme-Preis 2016
Die Preisträger des 52. Grimme-Preises 2016 wurden am 9. März 2016 im Grillo-Theater in Essen bekanntgegeben. Die Preisverleihung fand am 8. April 2016 im Stadttheater Marl statt.

## Preisträger

### Fiktion / Spezial
- Patong Girl (ZDF)
  - Susanna Salonen (Buch/Regie)
  - Gunter Hanfgarn (Produktion)
  - Andrea Ufer (Produktion)
  - Max Mauff (Darstellung)
  - Aisawanya Areyawattana (Darstellung)

- Deutschland 83 (RTL)
  - Anna Winger (Idee)
  - Jörg Winger (Produktion)
  - Edward Berger (Regie)
  - Samira Radsi (Regie)
  - Lars Lange (Szenenbild)
  - Reinhold Heil (Komposition und Musikarrangement)
  - Jonas Nay (Darstellung)

- Weissensee (MDR/DEGETO)
  - Friedemann Fromm (Buch/Regie)
  - Annette Hess (Buch)
  - Frank Godt (Szenenbild)
  - Marc Müller-Kaldenberg (Produktion)
  - Regina Ziegler (Produktion)
  - Jörg Hartmann (Darstellung)
  - Ruth Reinecke (Darstellung)

- Weinberg (TNT Serie)
  - Anke Greifeneder (Idee)
  - Philipp Steffens (Idee)
  - Arne Nolting (Buch)
  - Jan Martin Scharf (Buch/Regie)

### Information & Kultur / Spezial
- Die Folgen der Tat (WDR / SWR / NDR)
  - Dagmar Gallenmüller (Buch/Regie)
  - Julia Albrecht (Buch/Regie)

- Göttliche Lage (WDR / ARTE)
  - Michael Loeken (Buch/Regie)
  - Ulrike Franke (Buch/Regie)

- Marhaba – Ankommen in Deutschland (n-tv)
  - Constantin Schreiber (Moderation/Redaktion)

- Tödliche Exporte (SWR / BR)
  - Daniel Harrich (Buch/Regie)

- Vom Ordnen der Dinge (ZDF / ARTE)
  - Jörg Haaßengier (Buch/Regie)
  - Jürgen Brügger (Buch/Regie)

### Unterhaltung / Spezial / Innovation
- Varoufake (Neo Magazin Royale) (ZDFneo)
  - Jan Böhmermann (Buch)
  - Philipp Käßbohrer (Regie)
  - Matthias Murmann (Produktion)

- Schorsch Aigner (WDR)
  - Marcus Foag (Produktion)
  - Olli Dittrich (Buch/Regie)
  - Tom Theunissen (Buch/Regie)

- Streetphilosophy (RBB / ARTE)
  - Dominik Bretsch (Produktion/Regie)
  - Simon Hufeisen (Produktion/Regie)
  - Søren Schumann (Redaktion)

### Kinder & Jugend / Innovation
- Club der roten Bänder (VOX)
  - Arne Nolting (Buch)
  - Jan Martin Scharf (Buch)
  - Tim Oliver Schultz (Darstellung)
  - Gerda Müller (Produktion)
  - Jan Kromschröder (Produktion)

- Ene Mene Bu – und dran bist du (KiKA)
  - Diana Jung (Redaktion)
  - Matthias Franzmann (Redaktion)
  - Peter Kroker (Redaktion)

### Besondere Ehrung
- Jan Böhmermann[3]

### Publikumspreis der Marler Gruppe
- Kunst und Verbrechen (ZDF / 3sat)
  - Ilka Franzmann (Buch/Regie)
  - Sylvie Kürsten (Buch/Regie)
  - Andreas Gräfenstein (Buch/Regie)
  - Carl von Karstedt (Buch/Regie)
  - Andreea Wende (Grafik/Animation)
  - Michael Wende (Grafik/Animation)